# Subhash Singh
Singam Subhash Singh (Manipur, 2 febbraio 1990) è un calciatore indiano, attaccante del Bhawanipore.

## Carriera

### Club
Ha giocato nella prima divisione indiana.

### Nazionale
Ha giocato nelle nazionali giovanili indiane Under-19 ed Under-23.

## Statistiche

### Presenze e reti nei club
| Stagione        | Squadra          | Campionato      | Campionato | Campionato | Coppe nazionali | Coppe nazionali | Coppe nazionali | Coppe continentali | Coppe continentali | Coppe continentali | Altre coppe | Altre coppe | Altre coppe | Totale | Totale |
| Stagione        | Squadra          | Comp            | Pres       | Reti       | Comp            | Pres            | Reti            | Comp               | Pres               | Reti               | Comp        | Pres        | Reti        | Pres   | Reti   |
| --------------- | ---------------- | --------------- | ---------- | ---------- | --------------- | --------------- | --------------- | ------------------ | ------------------ | ------------------ | ----------- | ----------- | ----------- | ------ | ------ |
| 2020-feb.2021   | Mohammedan       | IL              | 4          | 0          | -               | -               | -               | -                  | -                  | -                  | -           | -           | -           | 4      | 0      |
| feb.-giu.2021   | NEROCA           | IL              | 9          | 1          | -               | -               | -               | -                  | -                  | -                  | -           | -           | -           | 9      | 1      |
| ago.-dic.2021   | Bengaluru United | IL2             | 2          | 0          | -               | -               | -               | -                  | -                  | -                  | DC          | 3           | 0           | 5      | 0      |
| gen.-giu.2022   | Gokulam Kerala   | IL              | 1          | 0          | -               | -               | -               | AFC Cup            | 0                  | 0                  | DC          | -           | -           | 1      | 0      |
| Totale carriera | Totale carriera  | Totale carriera | 16         | 1          |                 | 0               | 0               |                    | 0                  | 0                  |             | 3           | 0           | 19     | 1      |

## Palmarès

### Club

#### Competizioni nazionali
- I-League: 1

Gokulam Kerala: 2021-2022